# Fahrsimulator

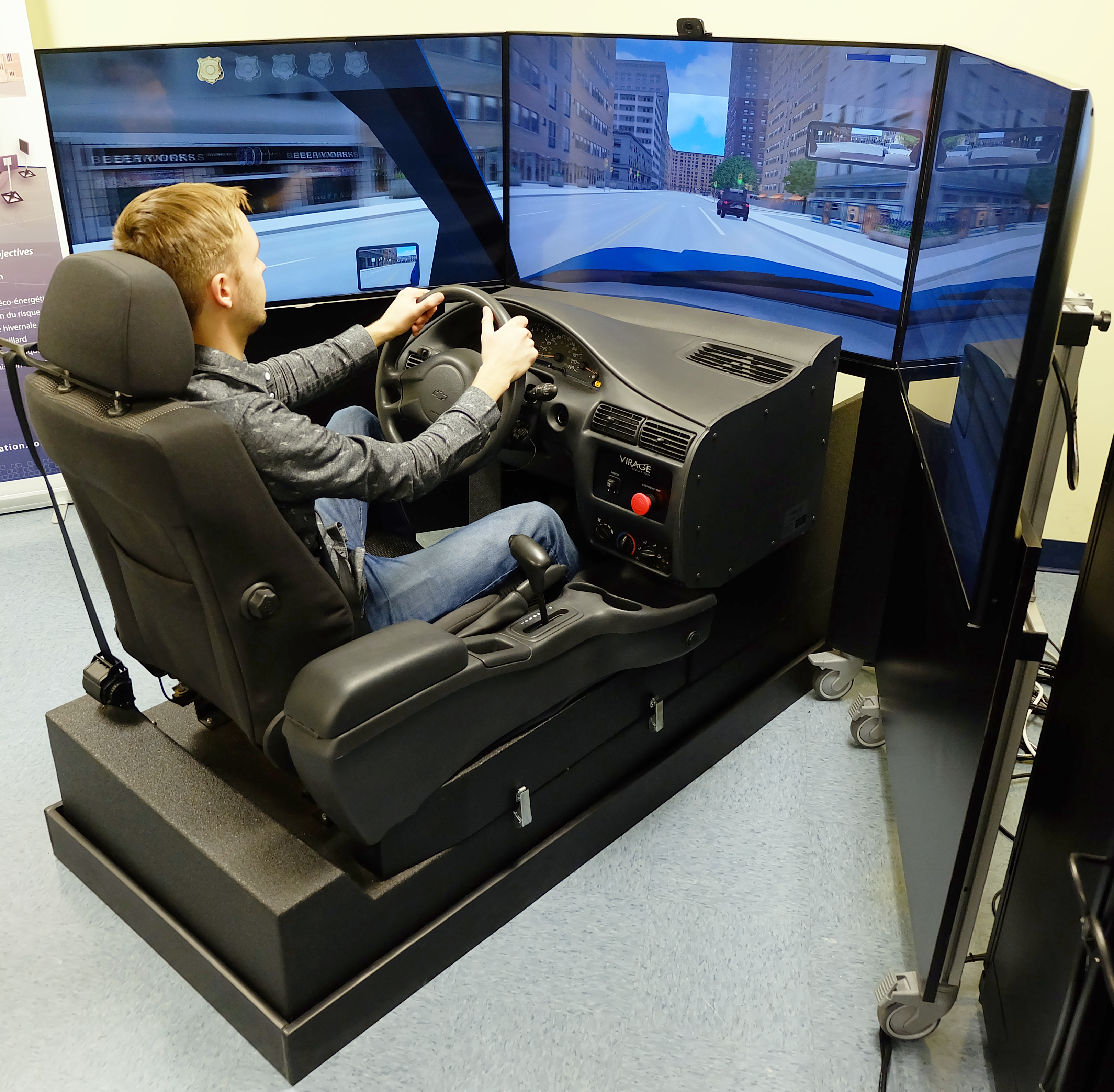
Fahrsimulator in einer Fahrschule

Ein Fahrsimulator ist eine Simulationssoftware oder technische Gerätschaft, die zum Simulieren des Fahrprozesses verwendet wird. Anwendung finden sie in der Lehre, Unterhaltung, Produktentwicklung/-verbesserung und Forschung.
Fahrsimulatoren gibt es für unterschiedliche Fahrzeuge wie Automobile, Omnibusse, Straßenbahnen, Züge, Motorräder, Agrar- und Militärfahrzeuge und LKWs. Für den Luftverkehr gibt es spezielle Flugsimulationen und für den Schiffsverkehr Schiffsimulationen. Gründe für den Einsatz sind meist Kostenersparnis und das Zulassen spezieller Szenarien, die sonst nicht möglich, zu aufwendig oder risikoreich wären.
Die Komplexität von Fahrsimulatoren reicht von einfachen mit reiner Sichtsimulation bis zu Systemen zur realistischen Darstellung von Fahrsituationen von Pkw oder Nutzfahrzeugen. Diese Fahrsimulatoren bestehen aus verschiedenen Untersystemen (Sichtsimulation, Geräuschsimulation, Umgebungssimulation (Unebenheiten, Reibwerte, Wind, Sichtbeschränkungen durch Nebel, Umgebungsverkehr, ...), Nachbildung der Bedienkräfte (Lenkradmoment, Pedalkräfte) und einem Bewegungssystem zur Darstellung der auftretenden Beschleunigungen in allen Raumrichtungen). Dies setzt eine aufwändige Fahrdynamiksimulation voraus, die alle notwendigen Informationen bereitstellen muss.

## Ein- und Ausgabe

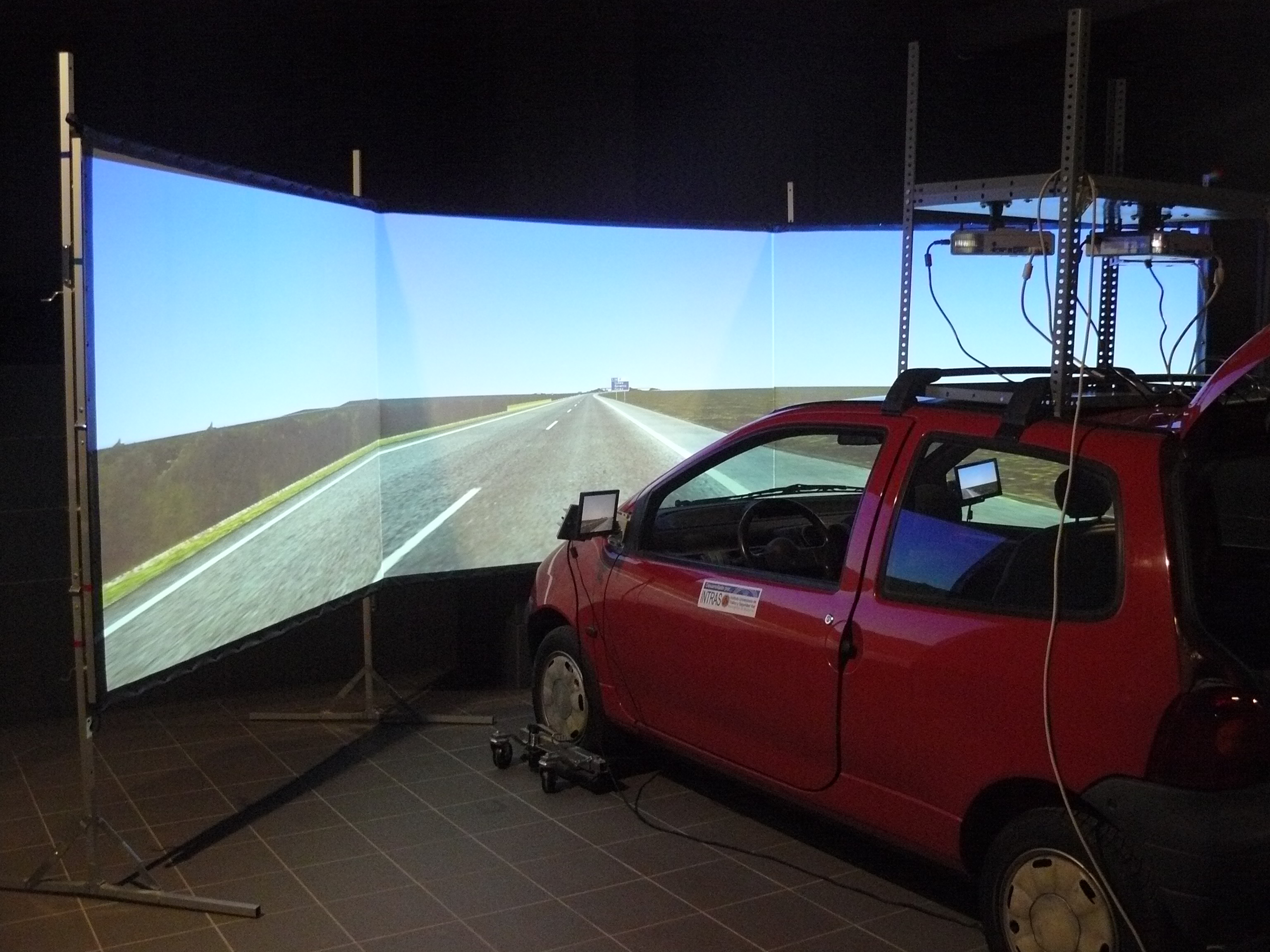
Nachbildung des Fahrzeugs bei einem Simulator

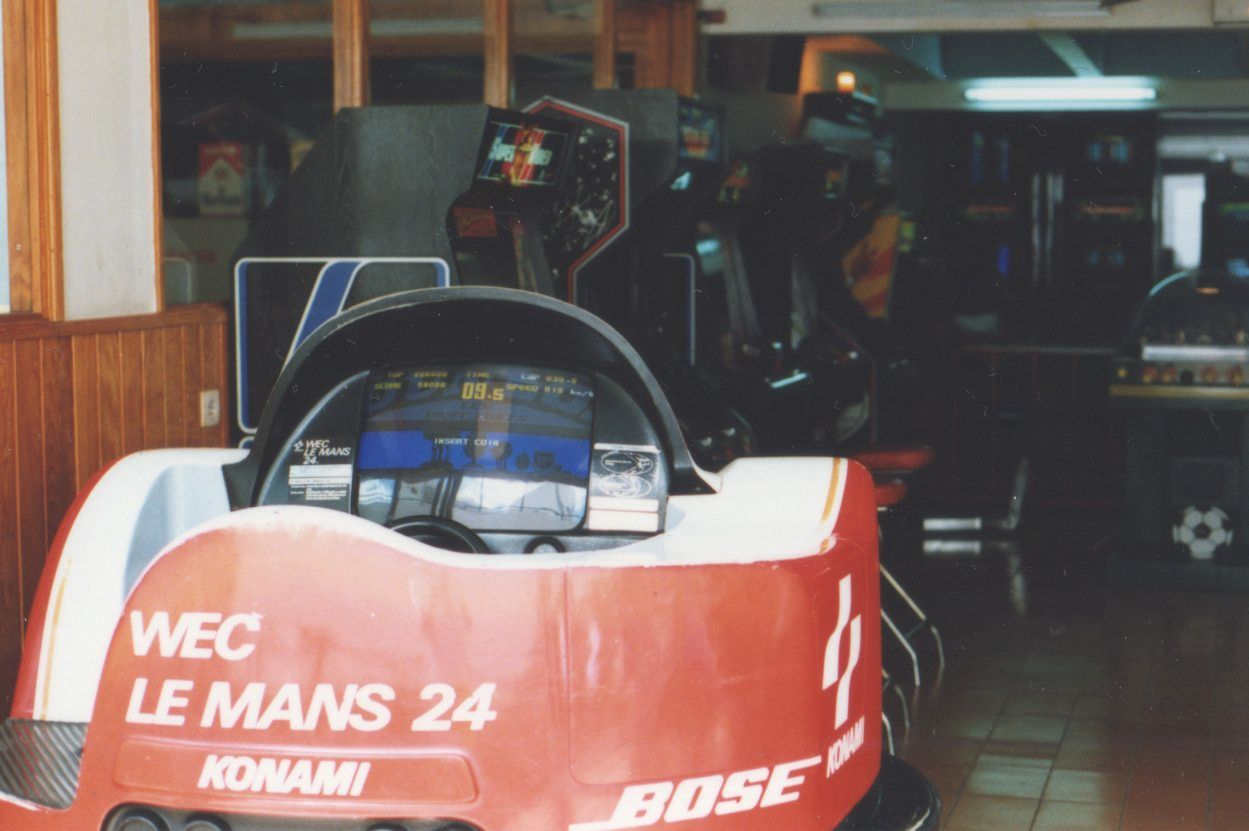
Fahrsimulator als Spielautomat

Als Peripherie kommen meist Lenkrad, Pedale und Steuerknüppel zum Einsatz. Allerdings lassen sich einige System auch mit der Maus, Tastatur, dem Gamepad oder dem Joystick bedienen. Einige Systeme setzen Force Feedback für ein realistischeres Fahrgefühl ein. Aufwendige Systeme versuchen den Steuerbereich möglichst originalgetreu nachzubilden.
Neuere Systeme bieten neben der Ausgabe über einen oder mehrere Monitore auch die Ausgabe in der Virtuellen Realität mit einem Head-Mounted Display an. Im Bereich der Neuropsychologie kann unter anderem Eye-Tracking und das Messen von Hirnströmen eingesetzt werden (Elektroenzephalografie).

## Anwendungszwecke
Fahrsimulatoren werden unter anderem in den folgenden Bereichen eingesetzt:

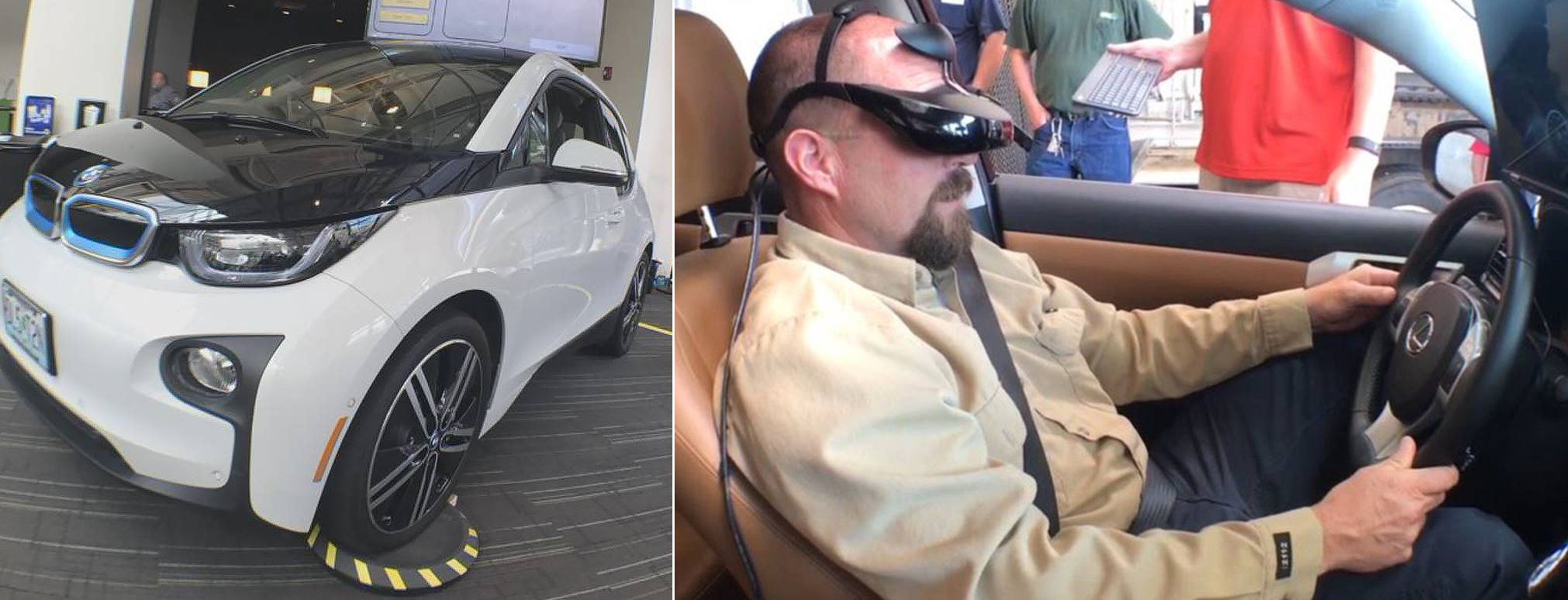
Fahrsimulator mit der Nutzung eines Head-Mounted Display

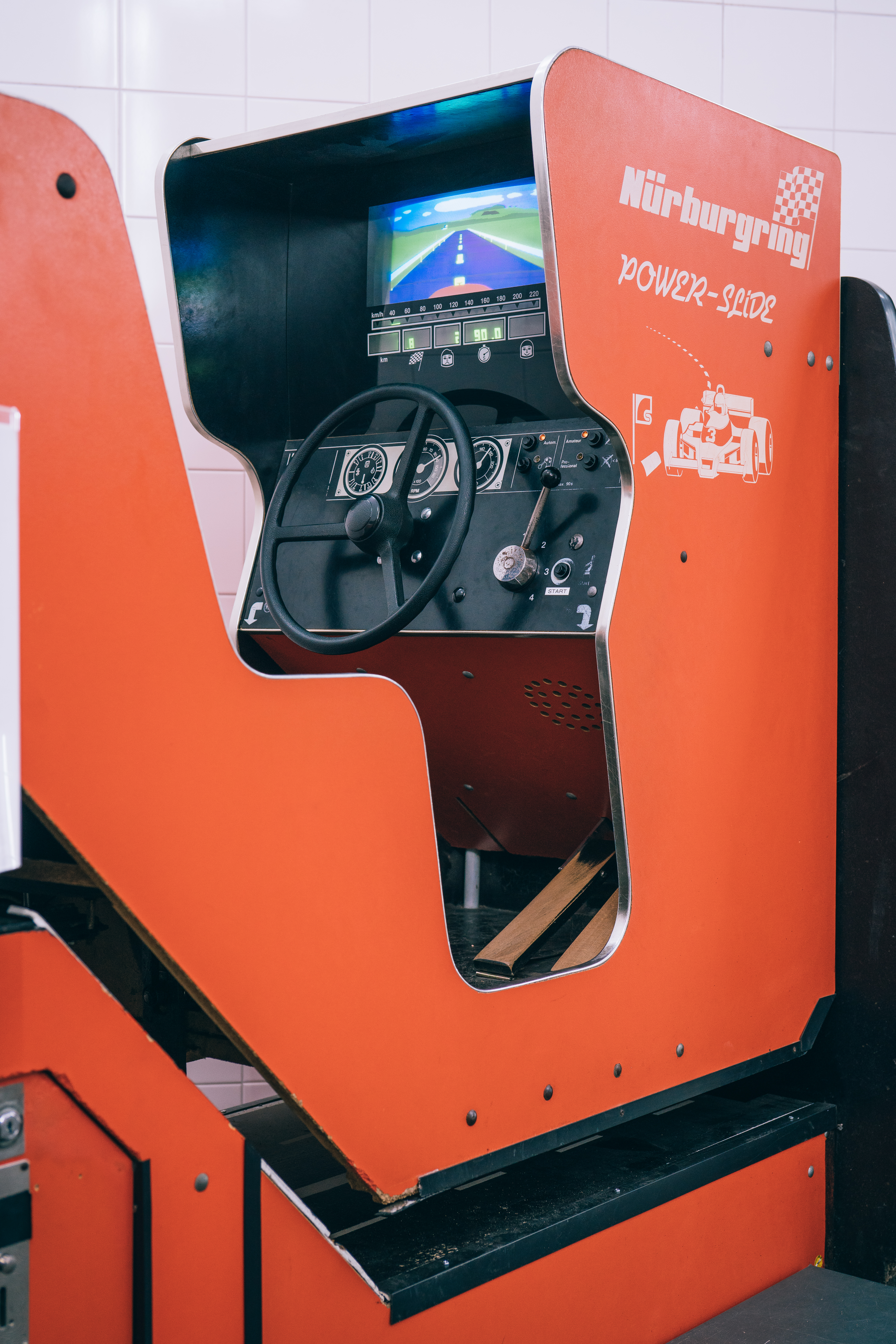
Nürburgring, ca. 1975, einer der ältesten Fahrsimulatoren

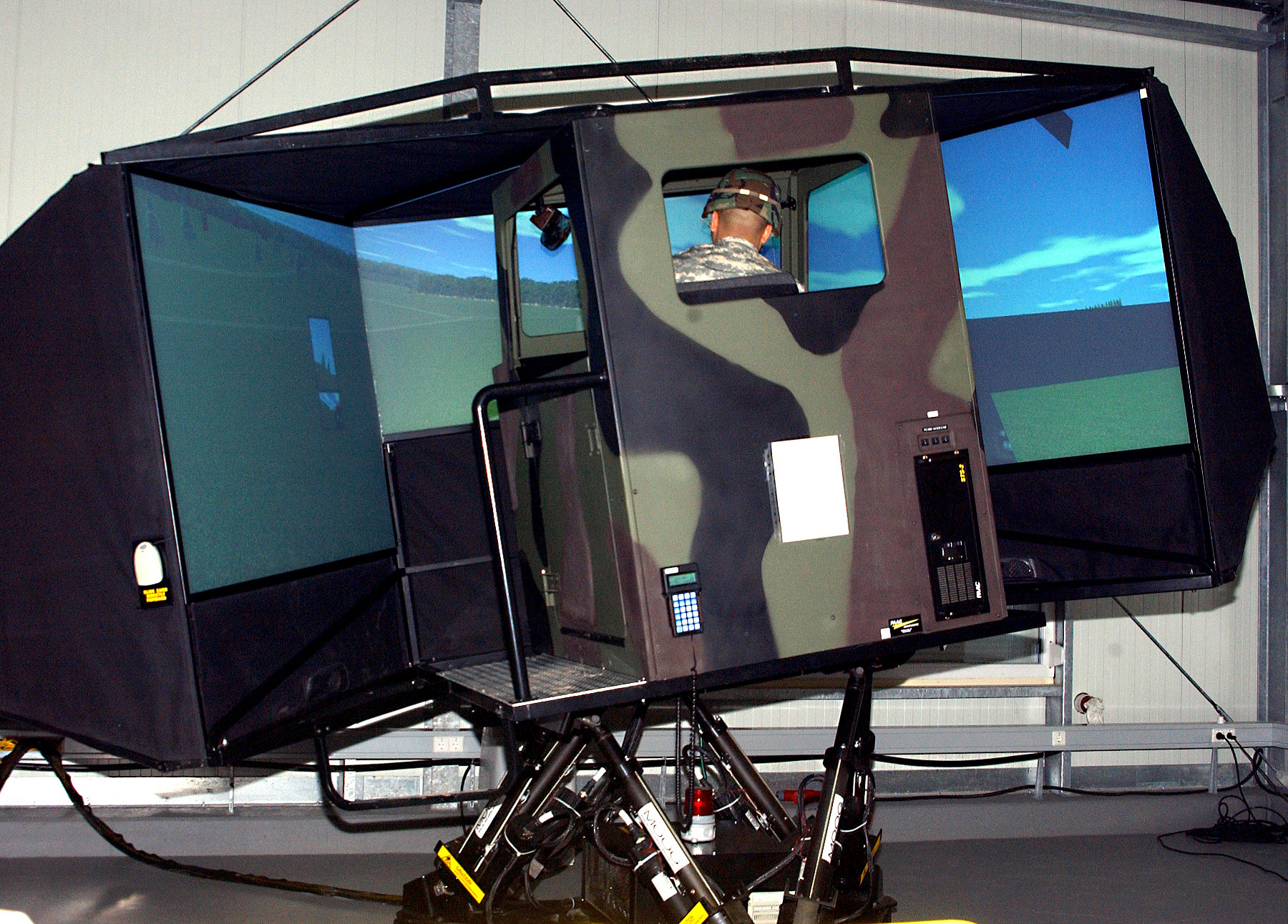
Fahrsimulator mit einem Hexapod

- Fahrausbildung und Fortbildung von Fahrern, zum Beispiel im Rahmen einer Fahrschule und Fahrsicherheitstrainings. Geschult werden soll hierbei die Steuerung des Fahrzeugs, das Wahrnehmen, ordnungsgemäße und verkehrsregelkonforme Beurteilen und Erkennen des Straßenverkehrs und das Entwickeln eines Bewusstseins über Gefahren und die Fahrzeugtechnik. Dazu unterstützen viele Anbieter die Möglichkeit zur Fehleranalyse und der Fahrreaktionen.[8]
- Als Test oder Prüfung zum Beurteilen der Fahrfähigkeit einer Person. (z. B. zur Überprüfung der Fahreignung von Senioren oder in der Berufsausbildung)[9]
- Im Krisenmanagement z. B. von Rettungswagen, Krankenkraftwagen, Streifenwagen, ADAC und Feuerwehrfahrzeug sowie der Unfallsimulation und Unfallforschung[10][11][12]
- In Militärsimulationen (z. B. bei der Panzersteuerung)[13]
- Als Unterhaltungsautomat, Spielzeug oder analoges Spiel (z. B. in Freizeitparks oder Kaufhäusern)
- Entwicklung neuer Produkte und Verbesserung dieser (z. B. beim Testen eines Prototyp oder für ungewöhnliche Umgebungen)
- verkehrswissenschaftliche Forschung
- realistische Rennsimulationen als Computerspiel bzw. Exergame. Siehe auch: Rennsimulation
- Training für den Rennsport
- Training für Menschen mit körperlichen oder sonstigen Einschränkungen[14]
- In der Entwicklung von Selbstfahrenden Kraftfahrzeugen (z. B. beim Testen eines Künstlich neuronalen Netzes bei simulierten Strecken mit simulierten Autos)[15][16]
- In der digitalen Fahrzeugentwicklung: Subjektive Bewertung von Fahrwerksvarianten.
- Fernerkundung z. B. durch Google Maps[17]

## Forschung und Wirksamkeit
Über die Wirksamkeit von Fahrsimulatoren in der Ausbildung gibt es noch nicht genügend Forschung. Obwohl die Simulationen immer realistischer werden, Kosten ersparen können und viele Anwendungsszenarien zu lassen, lassen sich auch einige Aspekte nicht original abbilden, was Zweifel über die Gültigkeit im richtigen Straßenverkehr aufwirft. So wird speziell bei der Prüfung der Fahreignung von Senioren die Validität hinterfragt und Ergebnisse müssen mit realen Stichproben abglichen werden. Es wird wissenschaftlich untersucht, wie Fahrdynamik gewährleistet werden kann, um das Geschehen besser abzubilden.
Untersucht werden durch den Simulator vor allem das Fahr- und Fehlerverhalten auf der Straße und der Einfluss durch Rauschmittel und Medikamente, Müdigkeit, Stress, die allgemeine körperliche und geistige Verfassung und andere ablenkende Faktoren wie Elektronik und wie man aus diesen Erkenntnissen die Fahrsicherheit sicherstellt. Konzepte aus verkehrspädagogischer, verkehrsmedizinischer, neuropsychologischer und verkehrspsychologischer Forschung können so untersucht werden. Weiterhin finden sie Anwendung in der Fahreignungsdiagnostik und Psychometrie.

## Bekannte Fahrsimulatoren
Der zurzeit weltweit größte Fahrsimulator wird von Toyota in Japan betrieben. Weitere bekannte Fahrsimulatoren sind der von Mercedes-Benz in Sindelfingen, der Simulator des Institut für Kraftfahrzeuge Aachen, einer von Renault im Deutschen Zentrum für Luft- und Raumfahrt in Braunschweig und der National Advanced Driving Simulator in der Iowa State University in den Vereinigten Staaten.